# Tinaco
Tinaco es una ciudad localizada al norte del estado de Cojedes, Venezuela, capital del municipio de igual nombre. Cuenta una población de 40 776 habitantes y se ubica en una encrucijada entre las troncales 5 (San Cristóbal-Valencia) y 13 (Maturín-Tinaco). Forma parte del conglomerado urbano de Cojedes (junto a San Carlos y Tinaquillo) y es una ciudad satélite tanto de San Carlos como de Valencia. Es unas de las poblaciones más antiguas de la zona y puerta de entrada a los llanos centrales venezolanos. No cuenta con pistas de aterrizaje, pero se puede llegar en automóvil mediante un camino de dos carriles. Se encuentra a una hora de Valencia capital del estado de Carabobo, y a 20 minutos de San Carlos, capital del estado de Cojedes.
El alcalde actual es Juan Carlos Zamora. El código postal de El Tinaco es 2206 y el código de área telefónico es 258.

## Toponimia
"Tinaco" procede del vocablo indígena que significa "Tinaja de Agua Pequeña".

## Historia
En 1630 llega a tierras cojedeñas el capitán Juan de Andrés Román Vera, quien establece su cuartel a orillas del río Tinaco, funda un hato y trae a 600 indios guamonteyes, los agrupó en un pueblo al que llamó San Francisco Solano. Para 1658 el pueblo estaba prácticamente despoblado. En 1680 el misionero Fray Pablo de Orihuela comienza las gestiones para la fundación de un nuevo pueblo de indígenas con el nombre de San Pablo de El Tinaco, pero los indios se rebelan y se disuelve el pueblo. No se sabe nada más del joven poblado hasta 1754 cuando se erigió la primera iglesia de El Tinaco. Tradicionalmente se toma este año como la verdadera fecha de fundación de El Tinaco. El lugar donde estaba ubicado el primer asentamiento era muy anegadizo, y es por eso que los pobladores le solicitaron permiso al obispo viajero Mariano Martí para mover el pueblo y la iglesia al lugar donde se encuentra hoy. El obispo firmó el decreto para este traslado el 13 de marzo de 1780 y el 2 de mayo del mismo año el capitán Luis de Unzaga, Real Patrono, acordó el traslado del pueblo y la construcción de la nueva iglesia.

## Relieve
La pequeña ciudad se encuentra asentada sobre las sabanas llaneras, a orillas de Río Tinaco. Al norte presenta pequeñas cadenas montañosas pertenecientes a la Serranía del Interior.

## Economía
Las principales actividades económicas de El Tinaco son la agricultura y la cría de ganado, generalmente estos rubros pasan a comercializarse en la capital del estado o en las ciudades de Valencia y Barquisimeto. Al estar en medio de una encrucijada el comercio también tiene relevancia y la venta de artesanías a lo largo de la Troncal 5 forma parte de la economía local. El clima es cálido-húmedo la mayor parte del año, con fuertes lluvias de julio a diciembre.

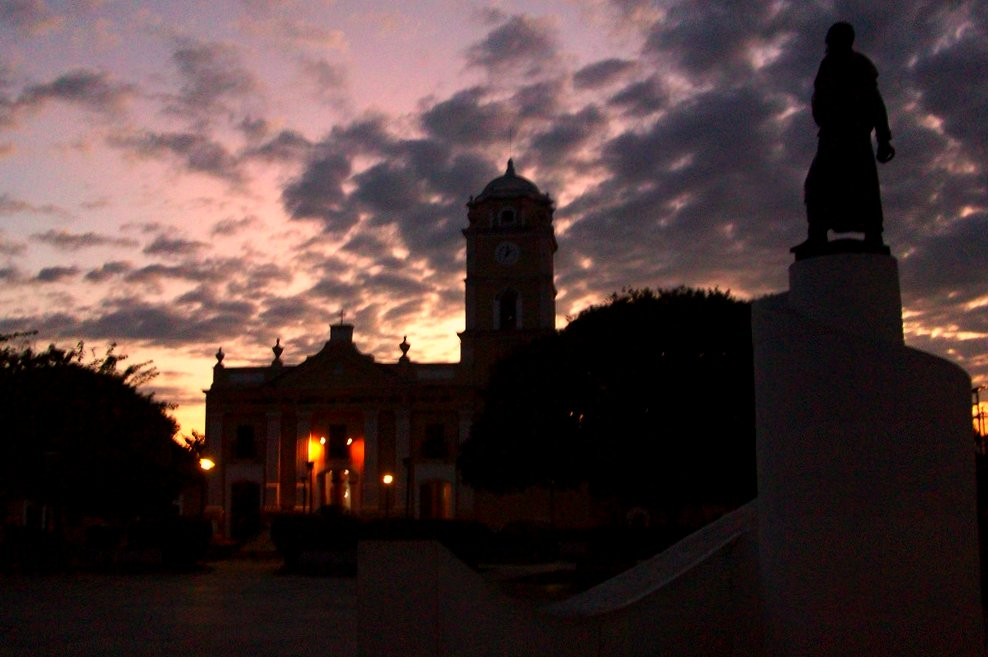
El Tinaco, Cojedes, Venezuela.